# 虛詞 (雜誌)
《虛詞》（英語：P-articles），是一本香港文學雜誌，由香港文學舘於2018年創辦，旨在推廣香港文學，涵蓋文學新聞、評論和投稿。2024年，由於香港藝術發展局選舉改制，該雜誌不再獲得資助，因此實體版《無形》停刊，而網站仍然繼續運營。

## 歷史
《虛詞》於2018年5月27日由香港文學舘創辦，同時以網站和實體雜誌方式營運，實體版稱為《無形》。《虛詞》共有「創作」、「評論」、「現象」、「如是我聞」與「文學嬉戲」五個版塊，旨在推廣香港文學，涵蓋文學新聞、評論和投稿。該雜誌由香港藝術發展局資助，總部設在香港文學舘的辦公室。文學館總策展人和作家鄧小樺擔任雜誌的總編輯，作家潘國靈亦為編輯委員會成員。鄧小樺指《虛詞》的創刊目的是希望透過評論、創作和訪談等形式，將文學的抽象及概念以通俗的語言演繹，喚起公眾的熟悉感和興趣。《虛詞》的編輯團隊由三名成員組成，包括執行編輯陳芷盈、編輯曾繼賢和記者王瀚樑。網站上的文章每週更新，首批文章包括作家韓麗珠撰寫的專欄。實體版《無形》每月出版，每期有一個特定主題，編輯團隊會聯繫並邀請相關作家和內容創作者投稿。網站和雜誌對投稿者的身份沒有限制，例如會邀請畫家撰寫動漫影評。《無形》每月出版7500份，大約九成隨《JET》雜誌附送，其餘則在獨立書店發售。
2020年12月，《無形》引入推出澳門專欄〈澳門時間〉，邀請澳門作家撰寫關於澳門的文章，首批投稿的澳門作家包括袁紹珊、陸奧雷和李展鵬。2022年，該雜誌獲藝發局的最後一次資助，隨後在2024年因局方選舉改制而被剔除於資助單位名單。2024年4月，《無形》在發布第72期後宣布停刊，並裁減編輯團隊至剩下一名全職員工，總部也與香港文學舘一同遷至較小的辦公室，而網站《虛詞》則繼續運營。